# Kenta Tokushige
Kenta Tokushige (født 9. marts 1984) er en japansk fodboldspiller, som spiller for den japanske fodboldklub V-Varen Nagasaki.